# ألبيرتو كونتادور
ألبيرتو كونتادور (بالإسبانية: Alberto Contador)‏ مواليد 6 ديسمبر 1982 في مدريد، إسبانيا، هو دراج إسباني في صنف سباق الدراجات على الطريق. فاز بسباق طواف فرنسا مرتين في 2007 و 2009. وفاز بطواف إسبانيا مرتين وطواف إيطاليا مرتين في 2008 وأيضا في 2015، حيث يعد من بين الدراجين القلائل في تاريخ اللعبة الذين فازوا بثلاث طوافات كبرى. وقد اعتزل الدراج في 7/2017 بعد طواف لافويلنا في اسبانيا.

## سجل النتائج

### طواف إيطاليا
- 2008 : متصدر الترتيب العام .
- 2015 : متصدر الترتيب العام .

### طواف إسبانيا
- 2008 : متصدر الترتيب العام .
- 2012 : متصدر الترتيب العام .

طواف إسبانيا 2014

### طواف فرنسا
- 2007 : متصدر الترتيب العام .
- 2009 : متصدر الترتيب العام .

### المراكز
- حقق المركز الـ 3 في كريثيديا دو دوفين 2009
- حقق المركز الـ 4 في باريس-نايس 2009
- حقق المركز الـ 5 في سباق طواف فرنسا 2011
- حقق المركز الـ 4 في طواف إينكو 2012
- حقق المركز الـ 2 في طواف عمان 2013
- حقق المركز الـ 3 في تيرينو ادرياتيكو 2013
- حقق المركز الـ 4 في سباق طواف فرنسا 2013
- حقق المركز الـ 5 في طواف إقليم الباسك 2013
- حقق المركز الـ 10 في كريثيديا دو دوفين 2013
- حقق المركز الـ 2 في فولتا كاتالونيا 2014
- حقق المركز الـ 2 في كريثيديا دو دوفين 2014
- حقق المركز الـ 2 في طواف أندلوسيا 2015
- حقق المركز الـ 4 في فولتا كاتالونيا 2015
- حقق المركز الـ 5 في تيرينو ادرياتيكو 2015
- حقق المركز الـ 5 في سباق طواف فرنسا 2015

### التصنيف
| السنة     | 2005 | 2006 | 2007 | 2008 | 2009 | 2010 | 2011 | 2012 | 2013 | 2014 | 2015 | 2016 | 2017 |
| --------- | ---- | ---- | ---- | ---- | ---- | ---- | ---- | ---- | ---- | ---- | ---- | ---- | ---- |
| بروتور    | 33   | 32   | 3    | 13   |      |      |      |      |      |      |      |      |      |
| العالم    |      |      |      |      | 1    | 13   |      |      |      |      |      |      |      |
| العالم    |      |      |      |      |      |      | -    | 12   | 15   | 2    | 7    | 5    | 10   |
| عالمي     |      |      |      |      |      |      |      |      |      |      |      | 8    | 12   |
| أوروبا    |      |      |      |      |      |      |      |      |      |      |      | 101  | 239  |
| آسيا      |      |      |      |      |      |      |      |      |      |      |      | 94   | -    |
|           |      |      |      |      |      |      |      |      |      |      |      |      |      |
| مصدر: UCI |      |      |      |      |      |      |      |      |      |      |      |      |      |

### سباقات أو مراحل فاز بها
| التاريخ        | السباق                            | المركز                                                                                                |
| -------------- | --------------------------------- | --- |
| 14 مارس 2004   | باريس-نايس 2004                   | الخامس في تصنيف الجبال، السابع في تصنيف أفضل شاب                                                      |
| 13 مارس 2005   | باريس-نايس 2005                   | المرتبة 15 في التصنيف العام، الرابع في تصنيف الجبال، الخامس في تصنيف أفضل شاب، السابع في تصنيف النقاط |
| 25 مارس 2005   | 2005 Setmana Catalana de Ciclisme | الفائز في التصنيف العام                                                                               |
| 08 أبريل 2005  | طواف إقليم الباسك 2005            | الثالث في التصنيف العام، السابع في تصنيف النقاط                                                       |
| 10 أبريل 2005  | كلاسيكا بريمافيرا 2005            | السابع في التصنيف العام                                                                               |
| 24 يوليو 2005  | سباق طواف فرنسا 2005              | الثاني في تصنيف أفضل شاب                                                                              |
| 01 يناير 2006  | طواف سويسرا 2006                  | الرابع في تصنيف الجبال                                                                                |
| 12 مارس 2006   | باريس-نايس 2006                   | الخامس في تصنيف أفضل شاب، الخامس في تصنيف الجبال، التاسع في تصنيف النقاط                              |
| 01 أبريل 2006  | جائزة ميغيل إندوراين 2006         | التاسع في التصنيف العام                                                                               |
| 08 أبريل 2006  | طواف إقليم الباسك 2006            | الخامس في التصنيف العام، الخامس في تصنيف النقاط                                                       |
| 09 أبريل 2006  | كلاسيكا بريمافيرا 2006            | الرابع في التصنيف العام                                                                               |
| 01 يناير 2007  | برو تور 2007                      | |
| 01 يناير 2007  | 2007 Trofeo Sóller                | |
| 18 مارس 2007   | باريس-نيس 2007                    | الفائز في التصنيف العام                                                                               |
| 30 مارس 2007   | فولتا كاستيلا ليون 2007           | الفائز في التصنيف العام                                                                               |
| 29 يوليو 2007  | سباق طواف فرنسا 2007              | الفائز في التصنيف العام                                                                               |
| 03 نوفمبر 2007 | Amstel Curaçao Race 2007          | الفائز في التصنيف العام                                                                               |
| 08 مارس 2008   | فولتا مورسيا 2008                 | |
| 28 مارس 2008   | طواف كاستيلون 2008                | الفائز في التصنيف العام                                                                               |
| 12 أبريل 2008  | طواف إقليم الباسك 2008            | الفائز في التصنيف العام                                                                               |
| 01 يونيو 2008  | طواف إيطاليا 2008                 | الفائز في التصنيف العام                                                                               |
| 24 أغسطس 2008  | 2008 Clásica a los Puertos        | |
| 21 سبتمبر 2008 | طواف إسبانيا 2008                 | الفائز في التصنيف العام، الفائز حسب تصنيف المجموعة                                                    |
| 22 فبراير 2009 | فولتا الغارف 2009                 | الفائز في التصنيف العام                                                                               |
| 27 مارس 2009   | طواف كاستيلون 2009                | |
| 11 أبريل 2009  | طواف إقليم الباسك 2009            | الفائز في التصنيف العام                                                                               |
| 26 يوليو 2009  | سباق طواف فرنسا 2009              | الفائز في التصنيف العام                                                                               |
| 07 نوفمبر 2009 | Amstel Curaçao Race 2009          | الفائز في التصنيف العام                                                                               |
| 21 فبراير 2010 | طواف الغارف 2010                  | الفائز في التصنيف العام                                                                               |
| 14 مارس 2010   | باريس-نيس 2010                    | الفائز في التصنيف العام                                                                               |
| 18 أبريل 2010  | طواف كاستيلون 2010                | الفائز في التصنيف العام                                                                               |
| 21 أبريل 2010  | فليش والون 2010                   | |
| 25 يوليو 2010  | سباق طواف فرنسا 2010              | الأول في التصنيف العام، الرابع في تصنيف الجبال                                                        |
| 29 مايو 2011   | طواف إيطاليا 2011                 | الأول في التصنيف العام، الأول في تصنيف النقاط، الثاني في تصنيف الجبال                                 |
| 09 سبتمبر 2012 | طواف إسبانيا 2012                 | الفائز في التصنيف العام                                                                               |
| 26 سبتمبر 2012 | ميلانو-تورينو 2012                | الفائز في التصنيف العام                                                                               |
| 16 فبراير 2013 | طواف عمان 2013                    | |
| 12 مارس 2013   | تيرينو ادرياتيكو 2013             | الأول في تصنيف النقاط، الثالث في التصنيف العام                                                        |
| 01 يناير 2014  | طواف العالم للدراجات 2014         | |
| 18 مارس 2014   | تيرينو ادرياتيكو 2014             | الفائز في التصنيف العام                                                                               |
| 30 مارس 2014   | فولتا كاتالونيا 2014              | |
| 12 أبريل 2014  | طواف إقليم الباسك 2014            | الفائز في التصنيف العام                                                                               |
| 15 يونيو 2014  | كريثيديا دو دوفين 2014            | |
| 14 سبتمبر 2014 | طواف إسبانيا 2014                 | الفائز في التصنيف العام، الفائز حسب تصنيف المجموعة                                                    |
| 01 يناير 2015  | طواف أندلوسيا 2015                | |
| 31 مايو 2015   | طواف إيطاليا 2015                 | الفائز في التصنيف العام                                                                               |
| 21 يونيو 2015  | روتي دو سود 2015                  | الفائز في التصنيف العام                                                                               |
| 09 أبريل 2016  | طواف إقليم الباسك 2016            | الفائز في التصنيف العام                                                                               |
| 06 أغسطس 2016  | طواف برغش 2016                    | الفائز في التصنيف العام                                                                               |

|-
|}

## وصلات خارجية
- ألبيرتو كونتادور على موقع IMDb (الإنجليزية)
- ألبيرتو كونتادور على موقع الموسوعة البريطانية (الإنجليزية)
- الموقع الرسمي